# イワン・ルイプキン
イワン・ペトローヴィチ・ルイプキン（ロシア語: Ива́н Петро́вич Ры́бкин、ラテン文字転写の例：Ivan Petrovich Rybkin、1945年1月5日 - ）は、ロシア連邦の政治家。ロシア農業党のメンバー。連邦議会下院議長、安全保障会議書記を歴任。

## 経歴
1945年1月5日にヴォロネジ州セミゴロフカの農家に誕生する。1968年にヴォルゴグラード農業大学を卒業し、ヴォルゴグラード州ソフホーズに上級機械工として勤務する。1969年に徴兵され軍務につく。1970年にソ連共産党に入党。1970年から1974年までヴォルゴグラード農業大学大学院に学び、技術学博士候補となる。同大で教職に就き、助教授、畜産機械化・自動化講座主任、機会学部副部長などを歴任した。農業関係（特に農業機械）の学術的論文や著作は150点を超える。その他、1991年にソ連社会科学アカデミーとロシア外務省外交官養成大学でも学んだ。
ソ連共産党でも、大規模機械化農業生産の専門家として活動。1990年にロシア連邦共和国人民代議員に選出された。人民代議員としては、院内会派「ロシアの共産主義者」の創設に関わるが、後に同会派を離脱し、「ロシアの統一」に参加する。ソビエト連邦の崩壊後は勤労者社会党の創設や、ロシア連邦共産党に参加するなど、社会主義的な立場から政治活動を続け、1993年にはロシア農業党に参加する。同党はロシア共産党の兄弟党である。同年10月のモスクワ騒乱後、ロシア農業省水利事業総局次長に任命される。同年12月に下院国家会議選挙に立候補し当選する。1994年1月に下院議長に選出された。
1995年、エリツィン大統領の意を受けて、中道左派「イワン・ルイプキン・ブロック」を創設した。同年12月に下院議員にヴォロネジ州の小選挙区から立候補し再選された。1996年1月の下院議長選挙では、「我が家ロシア」などの支持を得たが、共産党のゲンナジー・セレズニョフに敗れた。同年4月にロシア社会党を結成。同年10月にアレクサンドル・レベジの後任として、ロシア連邦安全保障会議書記に任命された。1998年3月に独立国家共同体（CIS）問題担当及びチェチェン問題担当の副首相に任命された。2002年6月からはチェチェン紛争の終結を目指し、戦争を推進するウラジーミル・プーチン大統領に対して書簡を公開するなど積極的に活動していた。

## 大統領選挙立候補と不可解な「失踪」
2004年2月、ルイプキンは「自由ロシア」を結成し、2004年ロシア連邦大統領選挙に立候補を表明した。ルイプキンは、プーチン政権によって事実上国外追放されたボリス・ベレゾフスキーの資金援助を受け、さらに有権者200万人の署名を集めて選挙戦に臨んだ。選挙戦当初は、チェチェン政策や経済政策、社会政策などをめぐり積極的にプーチン政権批判を行っていた。
ところが2月5日、ルイプキンは突如失踪した。不可解な状況の下での失踪ということもあり、彼の家族は8日になって警察に捜索願を出したが、要として行方は分からなかった。しかし失踪から5日後の10日になって、ルイプキンはウクライナの首都キエフに姿を現した。ルイプキンはこのとき、自分はただキエフに住む友人の家にいただけで、騒ぎになるとは予想せず、姿を消すつもりなかった、今日新聞を買って驚いたとして、誘拐説を否定。また、「私は疲れており、休暇をとる権利はある」と発言した。
しかし2月14日、ルイプキンはロンドンで記者会見し、「ウクライナの首都キエフで、何者かによって誘拐されていた」と説明した。ルイプキンは会見で、チェチェン独立派のアスラン・マスハドフと和平交渉に臨むため6日にモスクワからキエフに入った。キエフ市内のアパートでマスハドフを待つ間、出された茶を飲み気を失い、10日に意識を取り戻したと語った。この間、同室の人物から「協力するように」と脅迫を受けていたとも語り、また、実行犯から「これは特殊作戦である」と説明を受けた、とも証言した。ルイプキンは「誰の仕業かは不明だが、誰の利益となるかは明らかだ」と述べ、プーチン大統領派による謀略であるとし、身の安全を図るため選挙投票日である3月14日までロシアへは帰国せずにヨーロッパに滞在することを発表した。
しかし、この会見はロシアではほとんど報道されなかった。そもそも選挙期間中から一貫してルイプキンの支持率は5%を下回っており(プーチンの大勝が確実視されていた)、失踪時もそれほど注目されていなかった。むしろ、失踪当初から「自作自演の疑いがある」と評されていた。
また失踪した理由について、最初の会見では「デマ情報でキエフにおびき出され、そこで拉致された」と語っていた。しかし、「そもそも選挙期間中に何故わざわざキエフまで出掛けたのか」と追及されると途端に「モスクワで誘拐された」と発言するなど(後に撤回)、その証言には不可解な点も多く(その他、なぜ結果が決まっているような候補が誘拐されなければならないのか、また、誘拐されたならされたで、何故簡単に釈放されたのかなど)、彼の「証言」は完全な「ベタ記事」扱いにされた。
ともかく、この一連の「失踪」事件で元々高くなかった支持率はさらに低下。最終的には0.7パーセント近くまで下落した。また、この「失踪」事件に関して、事件当初「誘拐された可能性がある」としていたルイプキンの妻が「(ルイプキンが当選するようでは)、ロシアが可哀想だ」と発言したとも言われる。
ルイプキンは事件直後、国外に留まった上で選挙キャンペーンを継続するとしていたが、2004年3月5日、選挙戦を「笑劇（ファルス）」と皮肉って離脱することを表明、支持者に投票をボイコットするようにうながした(選挙自体は3月14日に開票され、プーチンが再選される)。
政治的失墜後も、ボリス・ベレゾフスキーとの親交は続いた。